# Font dels Malalts (Hortoneda)
La Font dels Malalts és una font del poble d'Hortoneda, de l'antic terme d'Hortoneda de la Conca, pertanyent a l'actual municipi de Conca de Dalt, al Pallars Jussà.
Està situada a 986 m d'altitud, al sud-oest d'Hortoneda, a la vora dreta de la llau dels Pastors, al sud-est del Roc de Torrent Pregon. És al nord de la partida de la Font de l'Abat, al lloc anomenat Trossos de la Font dels Malalts. La carretera que mena al poble d'Hortoneda passa a prop i al sud-est de la font.
Aquesta font dona lloc a una petita llau, anomenada llau dels Malalts.